# 1979 en santé et médecine
| Années de la santé et de la médecine : 1976 - 1977 - 1978 - 1979 - 1980 - 1981 - 1982    |
| Décennies de la santé et de la médecine : 1940 - 1950 - 1960 - 1970 - 1980 - 1990 - 2000 |

Cet article présente les faits marquants de l'année 1979 en santé et médecine.

## Évènements
- 28 mars : accident nucléaire de Three Mile Island avec des conséquences controversées en ce qui concerne la santé publique mais vraisemblablement peu importantes à long terme[1].

## Décès
- 15 mars : Peter Kerley (né en 1900), radiologue britannique.